# Campionato bielorusso di pallavolo maschile
Il campionato bielorusso di pallavolo maschile è un insieme di tornei pallavolistici per squadre di club bielorusse, istituiti dalla Federazione pallavolistica della Bielorussia.

## Struttura
- Campionati nazionali professionistici:

Vysšaja Liha: a girone unico, partecipano dodici squadre.
- Campionati nazionali non professionistici:

Pervaja Liha: a girone unico, partecipano undici squadre.